# 危素

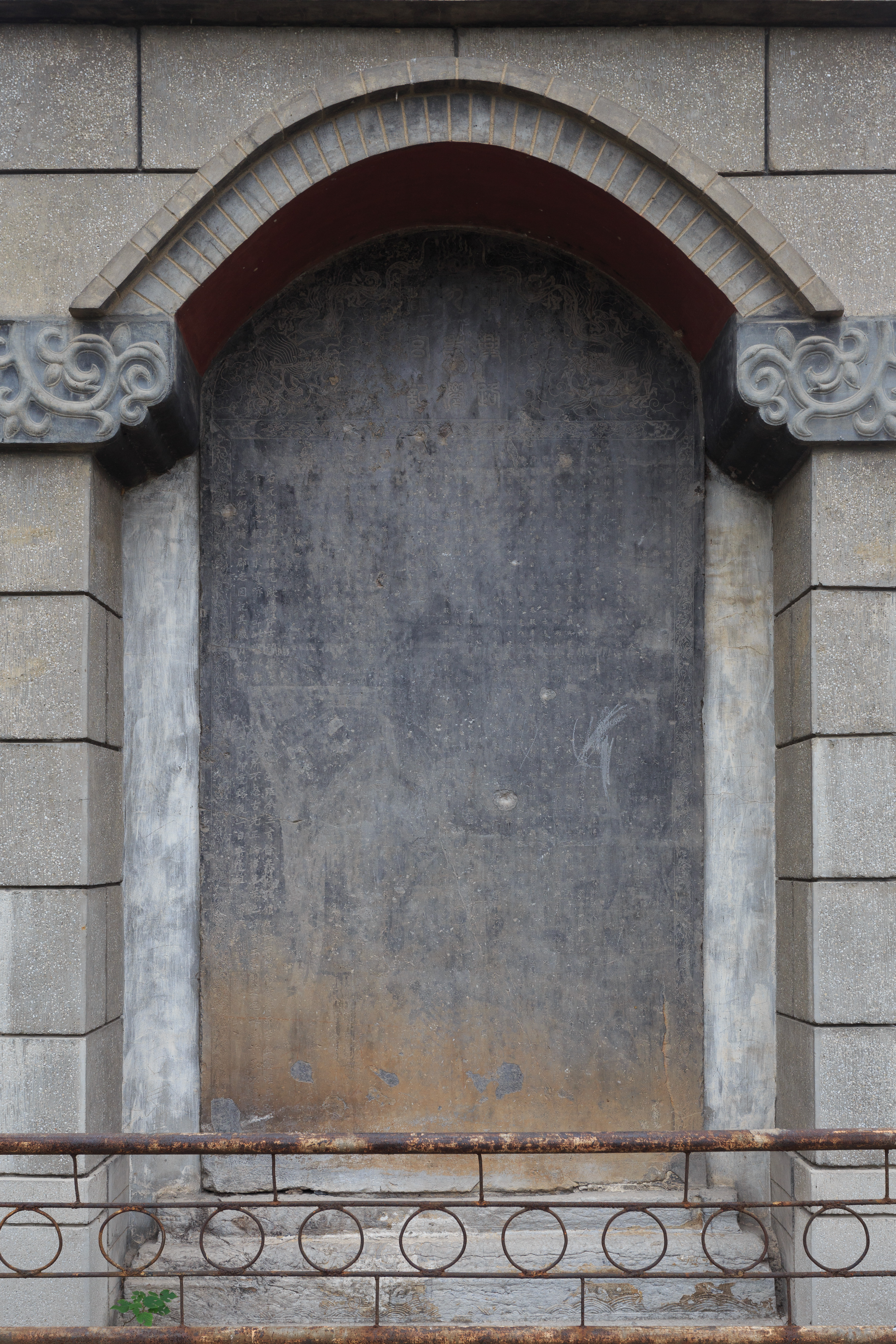
湖北荊州玄妙觀內的元至正三年《中興路剏建九老僊都宮記》由危素書丹

危素（1303年—1372年），字太朴，一字雲林，江西撫州路金溪縣白馬鄉人。

## 生平
唐代撫州刺史危全諷之後裔。少通五經，博學多才，師從吳澄、范梈。元順帝至正二年（1342年），以薦授經筵檢討，至正五年（1345年），改任承事郎、国子助教。至正七年（1347年），担任应奉翰林文字同知制诰，兼国史院编修官，參與修宋、遼、金三史。累官至国子监丞、兵部员外郎、监察御史、工部侍郎、大司农丞、礼部尚书。至正十八年（1358年），改为参议中书省事，兼經筵官。至正十九年（1359年），改任治书侍御史。至正二十年（1360年），担任中书省参知政事。至正二十四年（1364年），担任翰林學士承旨，孛罗帖木儿入京，危素出任岭北行省左丞，之后弃官居住在房山。至正二十八年（1368年），元順帝北逃，淮王帖木儿不花监国，任命危素為翰林學士承旨。
明朝徐达大军攻入大都，危素应召到达南京。洪武二年（1369年）明太祖授侍讲学士知制诰。與宋濂等同修《元史》，王著說危素是亡國之臣，謫居和州。洪武五年（1372年）卒。

## 著作
工書法，擅楷、行、草，尤精楷書，《書史會要》稱：“危素善楷書，有釋智永、虞永興典則。”作品有《陳氏方寸樓記楷書卷》。著有《說學齋稿》四卷，《雲林集》二卷，又有《草廬年譜》。
有弟子宋璲、杜環、詹希元等。

## 佚事
《菽園雜記》載其明初任職翰林院，自稱老臣，被朱元璋羞辱之事。

## 延伸阅读
[在维基数据编辑]
 在维基文库阅读此作者作品
 《明史卷二百八十五》，出自《明史》